# ECW Pennsylvania Championship
O ECW Pennsylvania Championship foi um título de curta duração na ECW onde foi chamado de Eastern Championship Wrestling. Era também conhecido como  NWA Pennsylvania Heavyweight Championship; foi criado em 1993.

## História do título
| Lutador:       | Reinados: | Data:                  | Local:           | Notas:                   |
| -------------- | --------- | ---------------------- | ---------------- | ------------------------ |
| Tommy Cairo    | 1         | 14 de maio de 1993     | Philadelphia, PA | Ganhou uma Battle Royal. |
| Tony Stetson   | 1         | 7 de agosto de 1993    | Philadelphia, PA |                          |
| Title retirado |           | 28 de dezembro de 1993 |                  | Título abandonado.       |